# Guerres baussenques

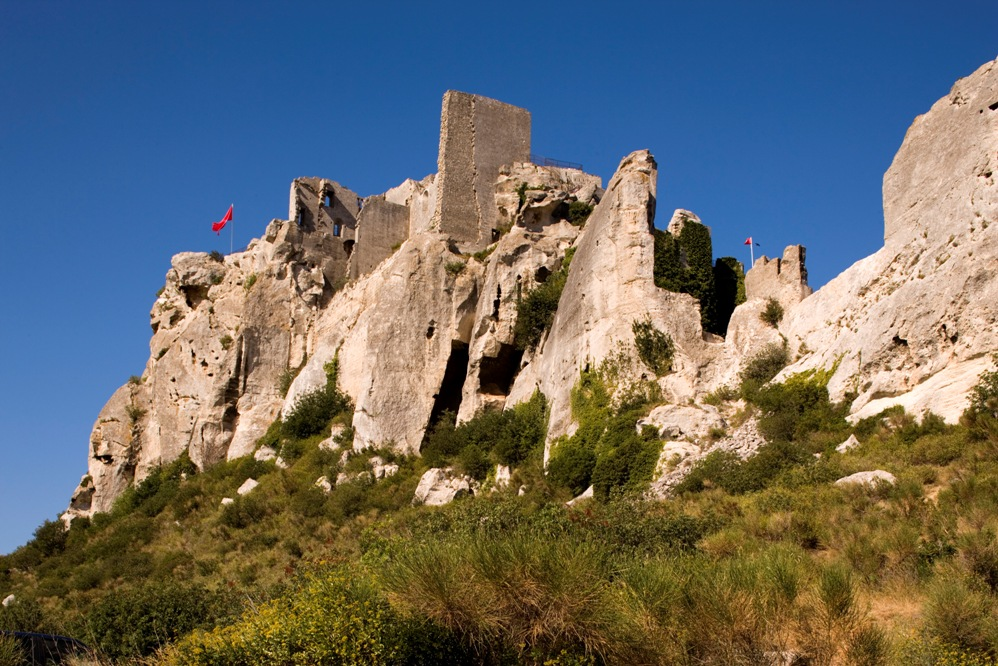
Castello di Baux.

Le guerres baussenques (1144-1162), traducibili in italiano con guerre baussene, conservano nella memoria provenzale un posto importante: sono il ricordo « idealizzato » della resistenza dei provenzali e di una delle sue più illustri famiglie, la casa di Baux, contro l'« occupante » catalano. Sul piano politico, esse contribuiscono, per il successo della casata di Barcellona, alla restaurazione della seconda dinastia dei conti di Provenza.

## Dalle cause all'epilogo

### Le cause: 1112-1144
L'origine di queste guerre vanno ricercate al contempo nella rivalità che oppone la Casa di Tolosa a quella di Barcellona, nei problemi di successione della prima dinastia dei conti di Provenza e nelle ambizioni di una grande famiglia provenzale, la casa di Baux.

#### Conflitto di interessi

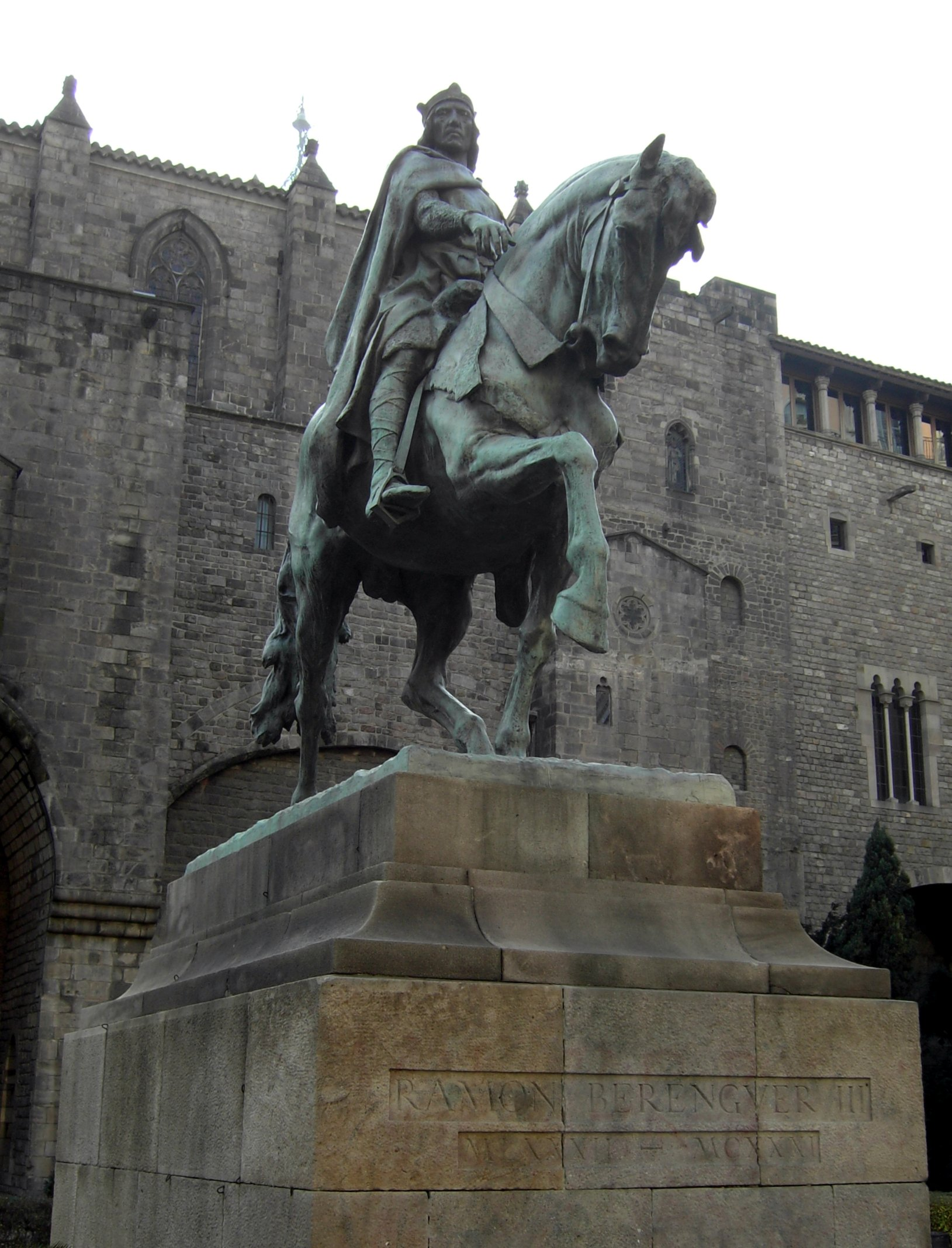
Statua di Raimondo Berengario III di Barcellona

Inizialmente, un conflitto di interessi tra la contea di Tolosa e quella di Barcellona crea una situazione di tensione, con le sue opportunità politiche, in tutta la Provenza.
Fermati a sud, i conti catalani volgono le loro ambizioni verso il litorale mediterraneo, ai piedi delle Cevenne e fino al Rodano dove vengono a scontrarsi con la casa di Tolosa, i cui opposti interessi provocano il conflitto. Nel 1112, il matrimonio con l'ereditiera della contea di Provenza riaccende le tensioni. In effetti, questo matrimonio, probabilmente, per iniziativa della Chiesa, tra Raimondo Berengario di Barcellona e Dolce, figlia di Gerberga che possiede la contea di Provenza, il Gévaudan, il Carladais e una parte della contea di Rodez, vale al conte catalano un'ulteriore autorità in Provenza. Questa unione costringe Alfonso Giordano, della casa di Tolosa, a firmare nel 1125 un trattato delimitante per ciascuno le proprie zone di influenza.

#### Problemi successori
A questo conflitto di interessi si aggiungono i problemi di successione tra l'ambiziosa casata dei Baux e quella di Barcellona relativi alla contea di Provenza.
In realtà, Dolce ha una sorella secondogenita, Stefania (Étiennette), in linea di principio già con la sua dote sposata a un conte dei Baux. Fino al 1127, data della morte di Dolce, i documenti concernenti i loro domini recano la firma di Dolce e di suo marito. Dopo questa data, recheranno soltanto la firma di Raimondo Berengario che sostituisce completamente la moglie. Finché Raimondo Berengario è in vita, Stefania non pretende nessuna rivendicazione. La cosa cambia quando alla morte del padre (1131), i beni di sua madre ritornano ai suoi nipoti e, in seguito a una spartizione, la Provenza va a uno di loro. Ora, Stefania è sposata con Raimondo di Baux (fino a questa data, fedele alleato del conte di Provenza) che non si preoccupa di sostenere i diritti ereditari che sua moglie detiene da sua madre Gerberga.
```
Gerberga di Provenza
, 
contessa di Provenza

1073? ep. 
Gerberto
(v.1053 - v.1110), alias 
Gilberto
 (? - ca. 1110), visconte
        │
        ├─ 
Dolce
 (ca. 1090 - 1127 o 1129) alias 
Dolça
,
        │  sposa nel 1112 
Raimondo Berengario
, 
conte di Barcellona

        └─ 
Stefania
 (1110? - 1160) alias 
Étiennette
 (in fr.) o 
Stéphania
,
           sposa verso il 1116-1120 Raimondo di Baux (? - 1150), 
signore
 di 
Les Baux-de-Provence
 dal 
1095
 al 
1150
```

### I protagonisti e i movimenti collaterali

Blasone dei Signori di Baux

Di colpo, il Mezzogiorno della Francia si divide in due opposte fazioni :
- da una parte, quella del nipote di Stefania, cadetto della casa di Barcellona, sostenuto dal fratello maggiore, così come dai visconti di Carcassonne, di Béziers e di Nîmes;
- dall'altra parte, quella di Stefania e di suo marito, sostenuta dai tolosani, dal conte di Foix, dagli affigliati dei Baux[3], dalla città di Arles (almeno fino al 1150) e anche dai genovesi ai quali si può imputare lo sbarco di Melgueil nel 1144 durante il quale muore il nipote di Stefania.

Questa situazione provoca sconvolgenti collaterali agli attori secondari implicati nel conflitto. Così, la città di Arles è in piena effervescenza; secondo gli storici arlesiani Anibert, essa istituisce in quest'epoca (1131) un consolato per far fronte a questa situazione conflittuale:
i preparativi di guerra che facevano in sordina i signori di Baux, contro la Casa di Barcellona alla morte di Raimondo Berengario primo (si tratta di Raimondo Berengario III conte di Barcellona, 1082-1131, talvolta chiamato Raimondo Berengario I conte di Provenza) e forse anche prima, obbligavano gli arlesiani a decidere in merito a questo grande cambiamento, e chiedere all'arcivescovo di prestarsi. Le circostanze esigevano che si dessero alla città dei governanti capaci all'occorrenza di impugnare le armi ….

### I conflitti del 1144-1162

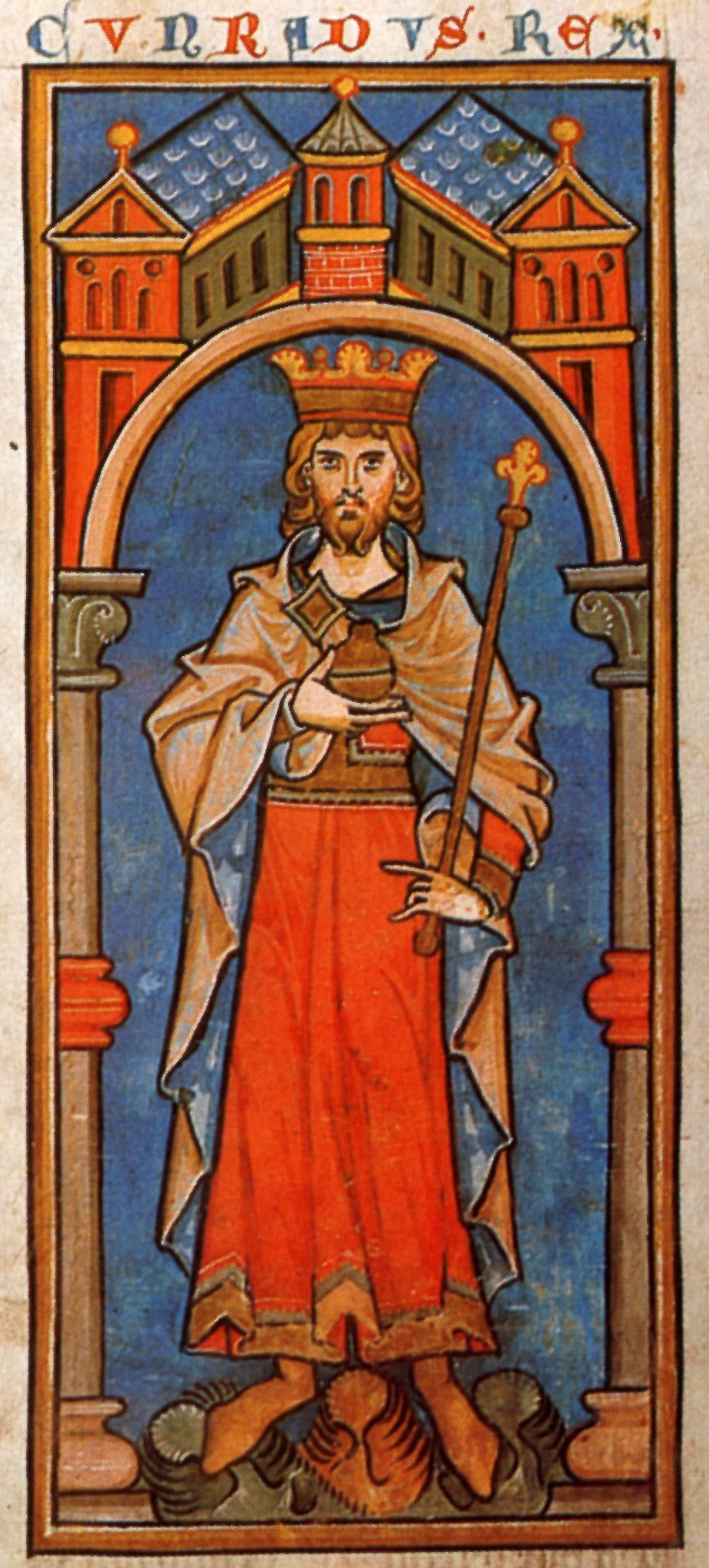
Corrado III

In un primo tempo, Raimondo di Baux si rivolge all'imperatore Corrado III, il quale possiede sulla regione un'autorità sovrana più che altro teorica, affinché riconosca i diritti di Stefania e suoi generati dall'eredita di Gerberga. Il 4 agosto del 1145, l'imperatore convalida i loro titoli senza precisarne troppo il contenuto, concedendogli il diritto di battere moneta, ad Arles e a Trinquetaille, vantaggio questo legato al potere sovrano.
Tuttavia questa decisione viene contestata con le armi: dall'inizio del 1147, la casa barcellonese in guerra contro Raimondo di Baux, lui stesso sostenuto dagli arlesiani, ottiene un successo decisivo dovuto in gran parte all'assenza del conte di Tolosa occupato nella sua crociata in Terrasanta. L'impossibilità di convincere Raimondo a desistere lo induce a negoziare con Barcellona, accettando di sottomettersi, ma muore in Spagna prima che possa firmare il trattato di pace. Stefania e i suoi quattro figli, Ugo, Guglielmo, Bertrando e Gilberto, sono tenuti a rinunciare ai loro diritti sulla contea di Provenza. Il trattato che mette fine a questo primo episodio viene firmato ad Arles nel 1150.
Cinque anni più tardi, Stefania e i suoi figli rilanciano il conflitto (1155). Alleato del conte di Tolosa, Ugo di Baux ottiene un primo successo di ordine diplomatico, ricevendo da parte dell'imperatore germanico Federico Barbarossa la conferma dei titoli riservati alla sua Casa. Ma le ostilità, ancora una volta, si riaccendono. La casa di Baux deve ammettere di essere stata sconfitta (1156) e s'impegna ad aprire il castello di Castillon e diversi roccaforti alla prima requisizione. Il castello di Baux, sede di questa famiglia, e qualcuno dei suoi avamposti, tra cui il castello di Trinquetaille sono esclusi da questa umiliante condizione.
Nel 1162, quando scoppia il terzo e ultimo conflitto, i catalani si assicurarono definitivamente la vittoria sui loro avversari. Il castello di Baux viene raso al suolo e il territorio circostante devastato. La casa di Barcellona fa convalidare la sua vittoria militare tramite le cancellerie, benché Ugo di Baux tenti di contrastare questa manovra appellandosi a Federico Barbarossa per la "ratifica" dei due diplomi provvisti della bolla d'oro imperiale, emanati uno da Corrado, l'altro dallo stesso Federico Barbarossa. Ma Federico Barbarossa si guarda bene dal dare ragione al vinto.

### Epilogo
Durante i quasi venti anni (1144-1162) la casa di Baux ha perlomeno tentato di imporsi in una Provenza dove il potere dei conti non si era ancora effettivamente consolidato. I diritti nati da un matrimonio si eclissano a causa di un altro: l'imperatore concede sua nipote a Raimondo Berengario III, della casa di Barcellona, fedele al nome portato dal marito di Dolce. Maestra nei campi di battaglia, la dinastia catalana si copre di una riconoscenza imperiale, in verità più lusinghera che effettiva, ma che è il punto di partenza del vero potere di tale dinastia in questa provincia chiamata Provenza.